# Kłęk
Kłęk (Gymnocladus Lam.) – rodzaj roślin należący do rodziny bobowatych. Obejmuje 6 gatunków drzew. Jeden gatunek – kłęk kanadyjski G. dioicus występuje we wschodniej części Ameryki Północnej. Pozostałe rosną w południowo-wschodniej Azji: dwa w południowych Chinach, jeden w północno-wschodnich Indiach i dwa na Półwyspie Indochińskim. Rośliny te rosną w lasach strefy umiarkowanej i w lasach górskich strefy tropikalnej, zarówno na stokach jak i nad rzekami.
Nasiona kłęka kanadyjskiego używano jako substytut kawy (stąd angielska nazwa Kentucky coffee tree). Sadzony jest jako roślina ozdobna w parkach i ogrodach, także w celu rekultywacji gleb (aczkolwiek nie współżyje z bakteriami azotowymi). Drewno jest ciężkie, mocne i bardzo trwałe w ziemi. Rośliny te wykorzystywane były także do trucia owadów (np. much za pomocą liści moczonych w mleku), lecznicze, olejodajne (olej z nasion G. chinensis dodawany był do farb), miąższ z owoców G. chinensis i G. assamicus wykorzystywany był jako mydło ze względu na zawartość saponin. Ze względu na zawartość cytyzyny w liściach i owocach są one trujące dla części zwierząt domowych, aczkolwiek nasiona i pulpa z owoców bywała spożywana po przegotowaniu.
W Polsce jest uprawiany jako roślina ozdobna jeden tylko gatunek – kłęk kanadyjski. 

## Morfologia

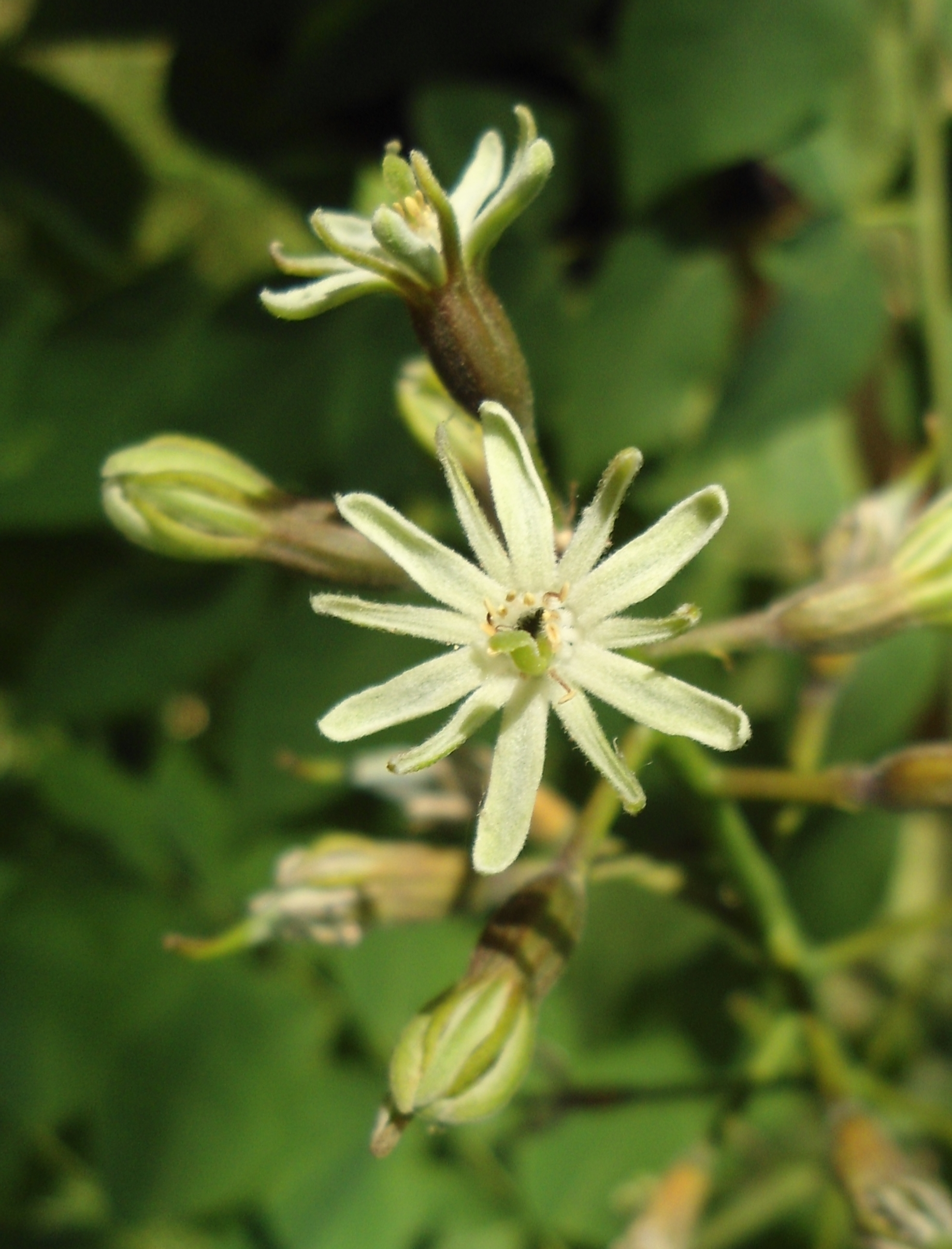
Kwiaty kłęku kanadyjskiego

PokrójDrzewa o wysokości do 25 m, pędy grube, rośliny pozbawione cierni.
LiścieSkrętoległe, sezonowe, podwójnie pierzasto złożone, duże (do 80 cm) długości, z bardzo licznymi listkami.
KwiatyJednopłciowe i obupłciowe, przy czym w pierwszym przypadku kwiaty różnych płci rosną na różnych drzewach lub na tych samych. Kwiaty są białawe i drobne, zebrane w grona i wiechy. Dno kwiatowe dyskowate. Działek kielicha jest 5, są one nierówne i wąskie. Płatki korony w liczbie 4 lub 5 są od działek nieco dłuższe i szersze, zwykle też owłosione. Pręcików jest 10, są one krótsze od płatków i nierównej długości (wzajemnie dłuższe i krótsze wyrastają przemiennie), ich nitki są grube i nieco owłosione, pylniki otwierają się bocznymi pęknięciami. Zalążnia w kwiatach męskich jest zredukowana, czasem całkowicie, występuje natomiast w kwiatach obupłciowych i żeńskich, jest górna, zawiera 7–8 zalążków, szyjka słupka jest prosta, nieco ścieśniona, na szczycie ze skośnym znamieniem.
OwoceGrubościenne, szerokie i skórzaste strąki.

## Systematyka
Pozycja systematyczna
Rodzaj z rodziny bobowatych Fabaceae, a w jej obrębie z podrodziny brezylkowych Caesalpinioideae i plemienia Caesalpinieae. Rodzaj jest blisko spokrewniony z rodzajem glediczja Gleditsia.
Wykaz gatunków
- Gymnocladus angustifolius (Gagnep.) J.E.Vidal
- Gymnocladus assamicus Kanjilal ex P.C.Kanjilal
- Gymnocladus burmanicus C.E.Parkinson
- Gymnocladus chinensis Baill.
- Gymnocladus dioicus (L.) K.Koch – kłęk kanadyjski
- Gymnocladus guangxiensis P.C.Huang & Q.W.Yao